# Josef Burg (Politiker)

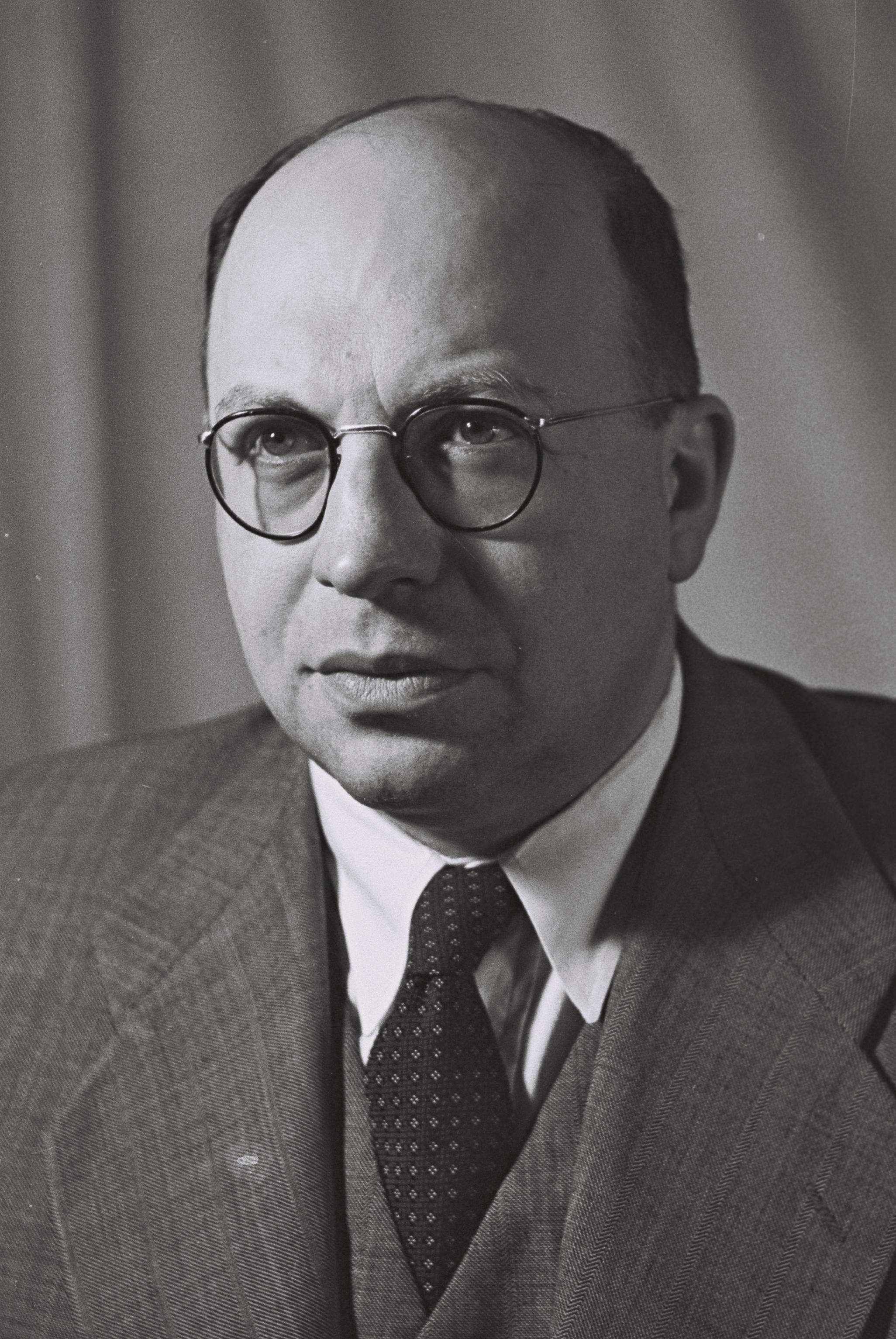
Josef Burg (1951)

Josef Burg (hebräisch יוסף שלמה בורג Josef Schlomo Burg; geboren am 31. Januar 1909 in Dresden; gestorben am 15. Oktober 1999 in Jerusalem) war ein israelischer Politiker und orthodoxer Rabbiner deutscher Herkunft.

## Leben
Josef Burg war ein Sohn des Weinhändlers Abraham Burg und der Ziwia Stockhammer, er hatte eine Schwester. Er besuchte von 1928 bis 1931 das Rabbiner-Seminar der Israelitischen Synagogen-Gemeinde Adass Jisroel in Berlin und die Universität Berlin. Mit einer Arbeit über Konstitution und Gegenstand im logistischen Neupositivismus Rudolf Carnaps wurde er 1933 an der Universität Leipzig zum Doktor der Philosophie promoviert. Er setzte sein Studium am Rabbiner-Seminar in Berlin fort und wurde 1938 Rabbiner. 1939 wanderte er nach Palästina ein und erhielt ein Forschungsstipendium der Hebräischen Universität Jerusalem.
Josef Burg heiratete im Jahr 1949 Riva Slonim. Gemeinsam bekamen sie drei Kinder: zwei Töchter sowie den Sohn Avraham Burg. Bei seinem letzten Besuch in der Knesset war er zur Vereidigung seines Sohnes als Sprecher der 15. Knesset anwesend.

### Politischer Werdegang
In Israel trat Burg der HaPo’el haMisrachi bei, einer gemäßigt-links religiös-zionistischen Partei. Neben drei anderen religiösen Parteien konnte die Hapoel HaMisrachi auf einer gemeinsamen Liste (Vereinigte Religiöse Front) bei den ersten Knesset-Wahlen 1949 gewählt werden. Die Liste gewann 16 Sitze, und Burg bekam einen Sitz in der Knesset und wurde deren Vizesprecher. In dem von David Ben-Gurion gebildeten Kabinett wurde Burg Landwirtschaftsminister und Minister für Rationierung und Versorgung. Nach dem Bruch der Regierungskoalition wurde Burg bei der neuen Koalitionsregierung nicht berücksichtigt.
Bei den Wahlen 1951 trat die Partei HaPo’el haMisrachi alleine an und gewann acht Sitze. Burg blieb in der Knesset und wurde Gesundheitsminister der dritten Regierung. Während der weiteren Legislaturperiode der zweiten Knesset war Burg als Postminister in der vierten, fünften und sechsten Regierung.
Nach den dritten Parlamentswahlen am 26. Juli 1955 wurde Burg wieder in die Knesset gewählt und bei den Koalitionsverhandlungen wieder Postminister im siebten und achten Kabinett. Das Amt des Postministers behielt er bis zum 1. Juli 1958.
Im Juni 1956 fusionierte die Hapoel HaMisrachi mit ihrem ideologischen Zwilling, der Partei HaMisrachi, zur Nationalreligiösen Partei (NRP, Mafdal). Deren Vorsitzender wurde er im Jahr 1970, als Nachfolger von Chaim-Mosche Schapira, und behielt dieses Amt bis zum Jahr 1986. In diesem Jahr trat er von all seinen Ämtern zurück.
Josef Burg wurde bis zu den Wahlen 1984 (11. Knesset) wieder gewählt. Er übernahm das Amt des Wohlfahrtsminister in der 9., 10., 11., 12., 13., 14. und 15. Regierung. In der 15. Regierung übernahm er am 1. September 1970 das Innenministerium vom kürzlich verstorbenen Chaim-Mosche Schapira und gab dafür das Wohlfahrtsministerium an Ja’akov-Micha’el Chasani ab. Das Innenministerium leitete er während der 16., 17., 18., 19. und 20. Regierung. Während der 17. Regierung übernahm er am 29. Juli 1975 bis zum 4. November 1975 zusätzlich das Wohlfahrtsministerium. In der 19., 20. und 21. Regierung war er zudem Religionsminister.
1977 wurde er der Präsident der World Misrachi Bewegung.